# Léon Brunier
Pour les articles homonymes, voir Brunier.
Léon Brunier (italianisé en Leone Brunier), né le 8 janvier 1811 à Aiguebelle et mort à Saint-Pierre-d'Albigny le 1er novembre 1875, est un avocat et homme politique modéré savoyard du royaume de Sardaigne, favorable à l'annexion à la France.

## Biographie

### Origines
Léon Brunier naît le 8 janvier 1811 dans la paroisse d'Aiguebelle, en Maurienne, située dans le département français du Mont-Blanc. Le duché de Savoie a été annexé par la France en 1792. Il est le neveu de Sébastien Brunier, chanoine de la collégiale d'Aiguebelle.
Il a un fils, César.

### Carrière politique
Léon Brunier est avocat, spécialiste des problèmes douaniers.
La Constitution de 1848 ouvre de nouvelles perspectives politiques. Il est élu lors de la Ire à la Ve législature du royaume de Sardaigne — du 27 avril 1848 au 15 novembre 1857 — comme député représentant la Savoie au Parlement du royaume de Sardaigne, à Turin, pour le collège de La Chambre, dont Aiguebelle, en Basse-Maurienne.
Parmi les 22 députés envoyés par le duché de Savoie, il est classé parmi les sept députés du groupe dit des libéraux-démocrates ou constitutionnels et joue le rôle de chef de file,. Lors des débats durant l'été 1848, les députés de ce groupe s'oppose à la place tenue par les congrégations religieuse comme la Compagnie de Jésus. Il fait l'analyse de la désaffection des Savoyards pour le Piémont lors des débats sur la question de l'emprunt forcé. Contrairement aux autres députés du duché, le député Brunier pense qu'une annexion de la Savoie par la France permettrait de répondre à de nombreux problèmes rencontrés, s'opposant ainsi à ses compatriotes conservateurs menés par le député Costa de Beauregard.
Durant son mandat, il est rapporteur de la commission chargée des traités de commerce avec la Belgique et l'Angleterre. Il est aussi spécialiste des problèmes douaniers.
Malgré le courant pro-français qui parcourt la Savoie et l'implantation des idées libérales dans les mandements du collège de La Chambre, il est battu par le candidat conservateur Ferdinand Grange, en 1857.

### Annexion de la Savoie
Léon Brunier est souvent présenté comme le chef du parti libéral en Maurienne, favorable à l'annexion à la France. Dès 1848, il défend dans une brochure l'idée d'une Savoie plus proche de la France que des territoires italiens des États de Savoie :

« ce qui constitue principalement la nationalité d'un peuple, c'est la langue, la position géographique ; ce sont les relations de commerce et d'intérêt, les alliances de famille, les souvenirs historiques, enfin les rapports de tous les jours.
Or tout cela nous l'avons en commun avec la France et nullement avec l'Italie.
Nous ne parlons que la langue française, nous ne connaissons pas d'autre littérature que la littérature française; nous ne lisons que les journaux français ; notre éducation se fait avec les classiques français ; sous le rapport intellectuel nous ne pouvons recevoir nos inspirations que de la France (...) »

— Des Sympathies, p.4.
En conclusion de cette brochure, il indique : « 1. La pire des combinaisons pour la Savoie serait l'état indépendant ; 2. Celle qui offrirait un peu moins d’inconvénients serait la réunion à la Suisse ; 3. viendrait ensuite l’union à l’Italie ; 4.et avant tout, la réunion à la France. » (p. 24). Il indique cependant que la situation peut évoluer si le royaume sarde rend au duché les avantages matériels qu'elle obtiendrait avec la France, notamment la suppression des douanes avec la Suisse et la France, ou la baisse des taxes. Il considérait par ailleurs que la Savoie n'était pas totalement déliée de ses obligations lors de son rattachement à la France en 1792.
En 1860, lors de la question de l'annexion de la Savoie à la France, il publie une nouvelle autre brochure dans laquelle il maintient ce discours pro-annexionniste, tout en nuançant le désir de 1848 : « Je dirai toute ma pensée sur la réunion de la Savoie à la France. Je la formule ainsi : 1. l'intérêt permanent de la Savoie est d'être réunie à la France ; 2. cet intérêt est moins fort en 1860 qu'en 1848 ; 3 . si les Alpes étaient traversées par un chemin de fer, il y aurait doute que la Savoie eût encore avantage à être réunie à la France, sous le rapport des intérêts matériels seulement »,.

### Lendemain de l'Annexion
Il se représente à deux occasions, comme libéral, c'est-à-dire candidat de l'opposition, au lendemain de l'Annexion, sous le Second Empire. Lors des élections législatives françaises de 1863, il se représente dans la 2e circonscription, mais sa candidature est invalidée, car la préfecture s'est trompée lors de son inscription. Ferdinand Palluel remporte l'élection. Selon le préfet, « si Palluel était le candidat du gouvernement, Brunier était celui du Prince Napoléon. ». Le député Palluel meurt en 1866 et Léon Brunier candidate à nouveau. L'élection est remportée par Louis Bérard-Blay. Il obtient un nombre de 6 000 voix.
Léon Brunier meurt le 1er novembre 1875 à Saint-Pierre-d'Albigny,.